# L. Heiner

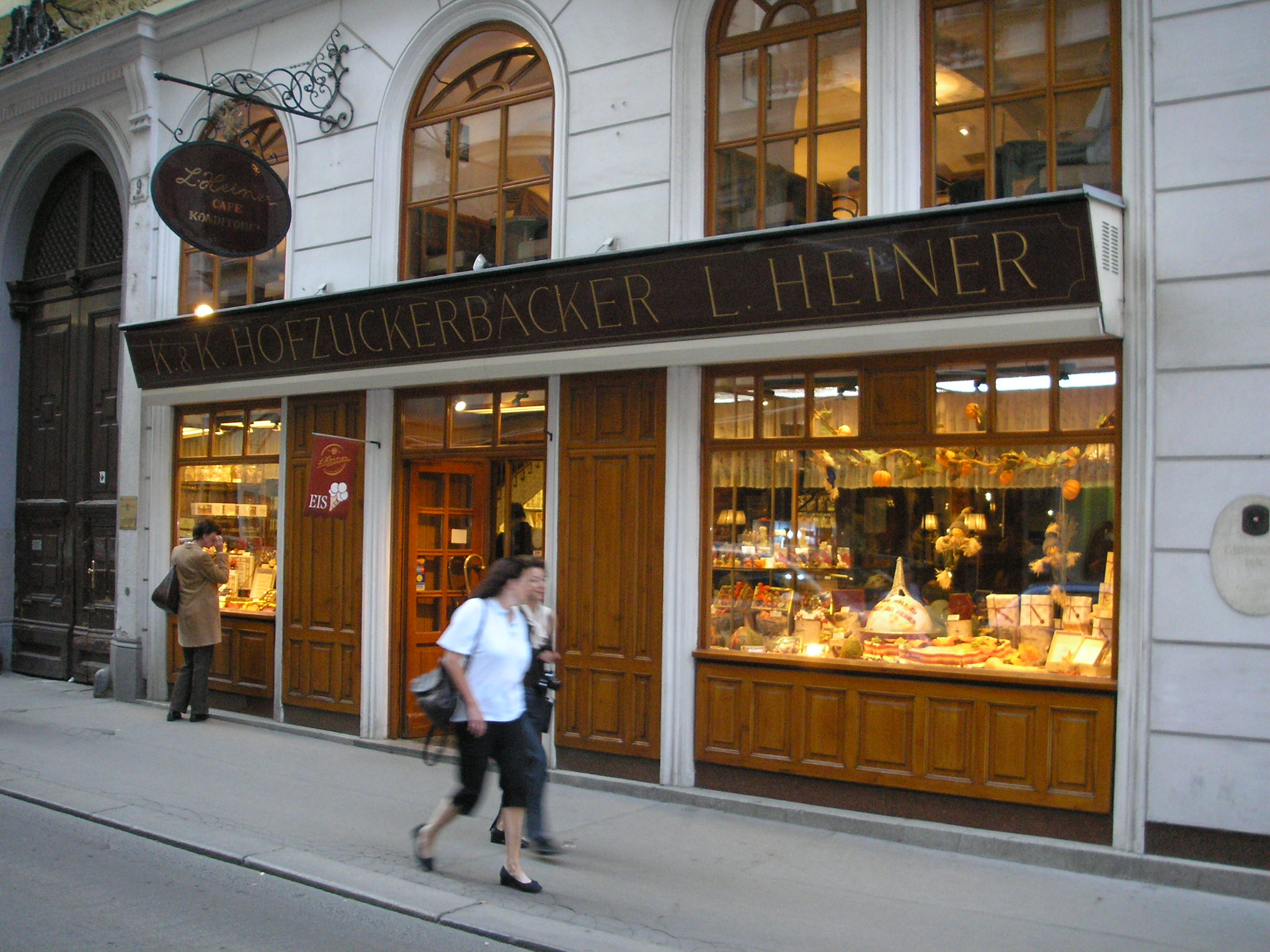
Außenansicht vom L. Heiner an der Wollzeile, Wien

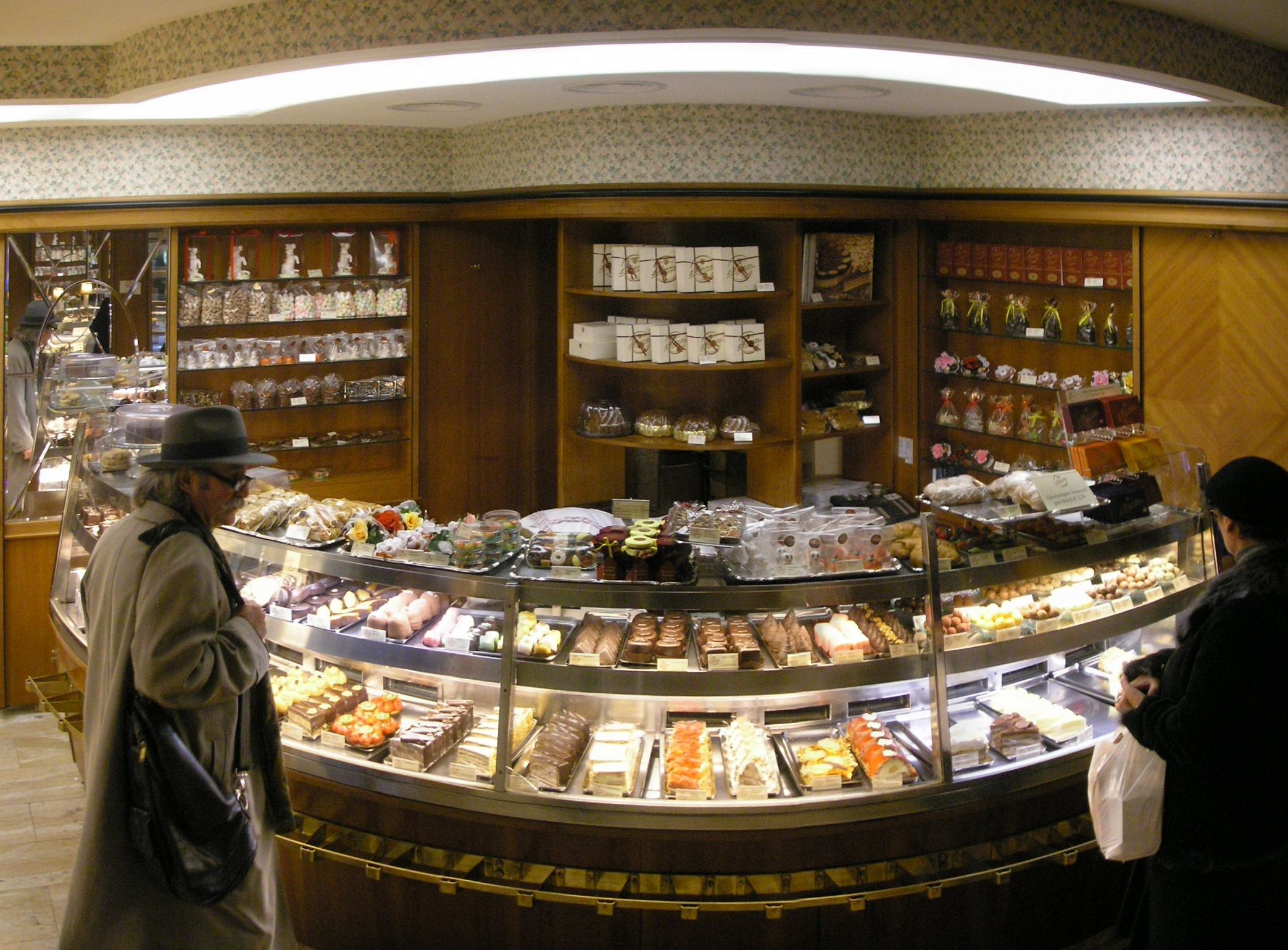
Innenansicht vom L. Heiner mit Tortentheke

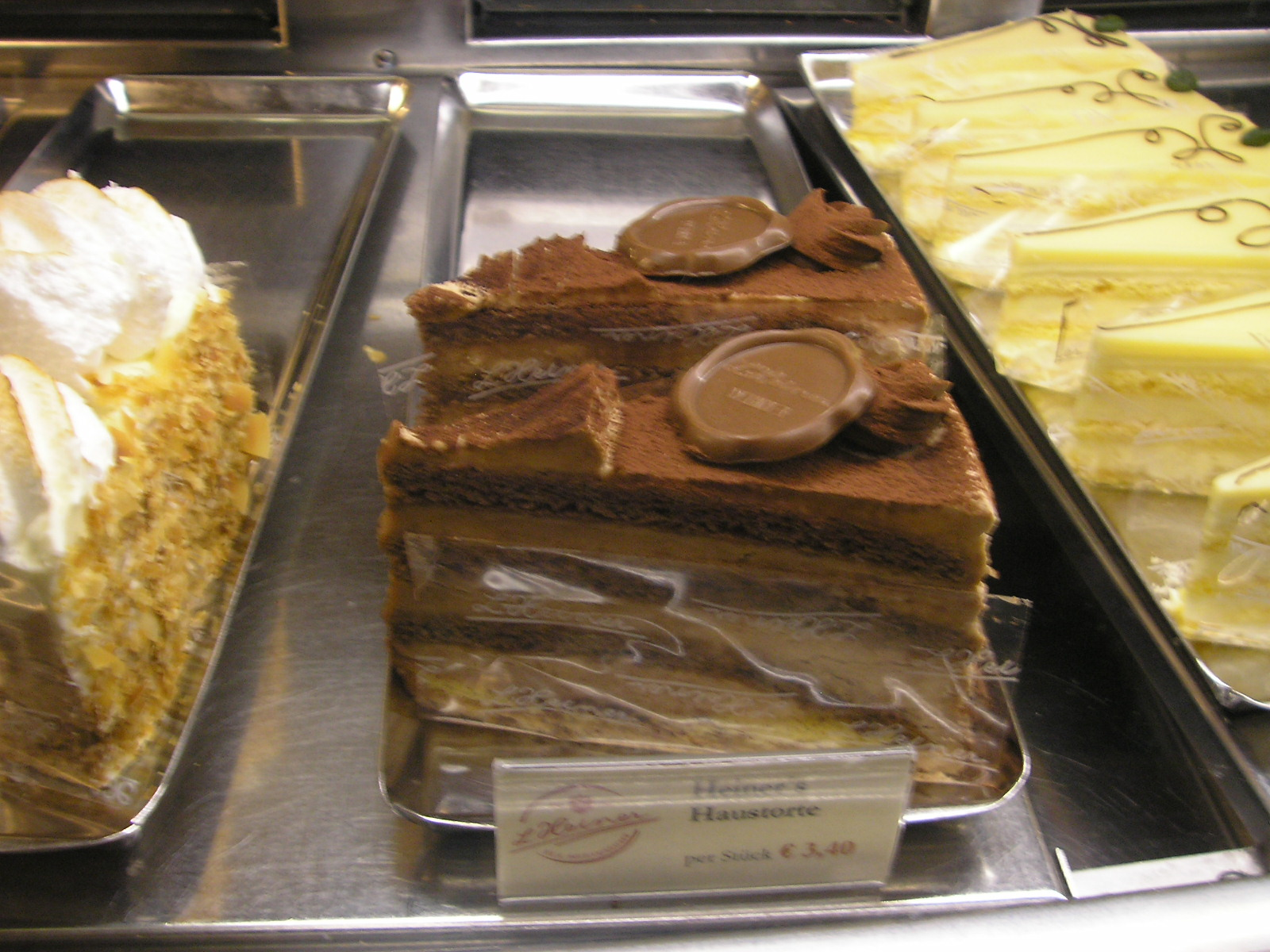
Heiners Haustorte

Der L. Heiner ist eine bekannte Konditoreikette in Wien und bereits in sechster Generation in Familienbesitz.

## Geschichte
Die Familiengeschichte der heutigen K.u.K. Hofzuckerbäckerei L. Heiner geht auf Andreas Rabel zurück, der sich der Überlieferung nach 1840 erstmals als Bäckermeister selbständig machte und 1852 die alteingesessene Bäckerei mit der Brotstupfernummer 20 in der Inneren Stadt übernahm. Die Bäckerei war 1848 von der Adresse „An der Gestätte 223“, wo bereits 1700 diese Bäckerei im Häuserverzeichnis aufscheint, in die Wollzeile 9 übersiedelt.
1883 wurde die Bäckerei von Rabels Schwiegersohn Valentin Heiner übernommen, danach von dessen Sohn Ludwig Heiner (1883–1948) – auf den der heutige Firmenname L. Heiner gründet – und anschließend von seiner Frau Berta Heiner geführt.
Unter Ludwig Heiner wurde das Unternehmen zur Konditorei und dank zunehmender Beliebtheit in den höchsten Adelskreisen mit dem Titel eines Königlich Bayerischen Hoflieferanten und von Kaiser Franz Joseph I. als K.u.K. Hofzuckerbäcker ausgezeichnet.
Nach Ende des Ersten Weltkrieges und dem Untergang von Österreich-Ungarn hatte das Unternehmen schwer zu kämpfen, da es keinen Hof mehr zu beliefern gab und die Wirtschaftslage allgemein schlecht war. Nach Ende des Zweiten Weltkrieges konnte sich das Unternehmen wieder stabilisieren und expandierte.
Nachfolger von Berta Heiner wurden ihr Sohn Walther Stuller († 2017) und seine Frau Irmtraud Stuller († 2017), die 1949 die zweite Filiale in der Kärntnerstrasse 21–23 eröffneten. 1964 kam der Standort Perchtoldsdorf hinzu.
1971 stieg Paulus Stuller (Sohn von Walther und Irmtraud Stuller) in das Familienunternehmen ein, 1981 auch seine Frau Martina Stuller.
Die Republik Österreich würdigte L. Heiner 1977 mit der Staatlichen Auszeichnung. Daher findet man auf den Firmenpapieren einerseits das alte K.u.K-Wappen, das an die Zeiten als Hoflieferant erinnert, andererseits das Bundeswappen der Republik Österreich.
1999 wurde die Backstube in der Wollzeile zu eng und die Produktion übersiedelte nach Simmering, wo auch ein Backwarenladen eröffnete.
2007 kam eine weitere Filiale in Stockerau hinzu. Im selben Jahr wurde das Unternehmen mit der Goldenen Kaffeebohne von Gault-Millau und Jacobs ausgezeichnet.
2013 übernahm L. Heiner die Konditorei Klement in Hernals und hat damit aktuell sechs Filialen.
Das Unternehmen mit rund 140 Mitarbeitern wird derzeit von Paulus Stuller gemeinsam mit seinem Sohn Michael Stuller in der fünften bzw. sechsten Familiengeneration geführt.

## Produkte
Angeboten werden traditionelle K.u.K.-Produkte wie die Sachertorte, Esterházy-Torte, Dobostorte und der Baumkuchen sowie leichte Süßspeisen. Die Kardinalschnitte ist eine Kreation der Konditorei und wurde anlässlich des Katholikentages 1933 geschaffen. Wiener Mehlspeisen wie Dukatenbuchteln, Topfenknödel, Kipferlschmarrn und Topfenpalatschinken werden ebenfalls serviert wie kalte und warme pikante Gerichte. L. Heiner betreibt auch ein Geschenk- und Versandservice, backt Torten für Hochzeiten und spezielle Anlässe und stellt Eis selbst her.